# Ballon Hill
Ballon Hill är en kulle i republiken Irland. Den ligger i grevskapet County Carlow och provinsen Leinster, i den centrala delen av landet. Toppen på Ballon Hill är 125 meter över havet.
Terrängen runt Ballon Hill är huvudsakligen platt, men söderut är den kuperad. Trakten runt Ballon Hill består i huvudsak av jordbruksmark.